# والده‌پنیاس
والده‌پنیاس (به اسپانیایی: Valdepeñas) یک دهستان در اسپانیا است که در استان سیوداد رئال واقع شده‌است. والده‌پنیاس ۴۸۷٫۶۵ کیلومتر مربع مساحت و ۳۱٬۱۴۷ نفر جمعیت دارد و ۷۰۵ متر بالاتر از سطح دریا واقع شده‌است.

## خواهرخوانده
شهر کنیاک خواهرخواندهٔ والده‌پنیاس هست.